# Stenophylax mucronatus
Stenophylax mucronatus är en nattsländeart som beskrevs av Mclachlan 1880. Stenophylax mucronatus ingår i släktet Stenophylax och familjen husmasknattsländor. Inga underarter finns listade i Catalogue of Life.